# لوحة مفاتيح دفوراك المبسطة

لوحة مفاتيح دفوراك الحديثة المبسطة (مخطط الولايات المتحدة)

لوحة مفاتيح دفوراك المُبسطة عبارة عن تخطيط لوحة مفاتيح حصلت على براءة اختراع في عام 1936 من قبل الدكتور أغسطس دفوراك وصهره الدكتور وليام ديلي. وعلى مر العديد من السنوات قام فريق بقيادة دفوراك أو المعهد الأمريكي للمعايير الوطنية (آيه ان اس آي) بتصميم تغييرات طفيفة، هذه التغييرات أُطلق عليها بصورة جماعية أو فردية اسم لوحة المفاتيح المُبسطة أو لوحة المفاتيح الأمريكية المُبسطة لكنها اشتهرت جميعها بلوحة مفاتيح دفوراك أو تخطيط دفوراك. ويدعي أنصار دفوراك أن تخطيط دفوراك يقلل من حركة الأصبع ويزيد معدل الكتابة ويقلل من الأخطاء بالمقارنة بلوحة مفاتيح كويرتي QWERTY القياسية. وهذا التقليل في المسافة التي يتحرك فيها الأصبع هدفها أصلا هو زيادة سرعة معدلات الكتابة، لكن في السنوات اللاحقة كان هدفها الحد من إصابات الإجهاد المتكررة بما في ذلك أعراض متلازمة النفق الرسغي.
على الرغم من أن لوحة مفاتيح دفوراك المبسطة (دي اس كي) فشلت في أن تحل محل لوحة مفاتيح كويرتي إلا أنه أصبح من السهل التوصل إليها في عصر الحاسوب كونها متوافقة مع جميع أنظمة التشغيل الرئيسية (مثل ميكروسوفت ويندوز وماكنتوش ولينكس وبي إس دي) بالإضافة إلى تخطيط لوحة مفاتيح كويرتي القياسية. فمعظم نظام التشغيل الرئيسية بها خيار تركيب لوحة مفاتيح دفوراك. كما أنها تحظى بدعم على مستوى الأجهزة من بعض لوح المفاتيح المريحة والراقية.

## نظرة عامة

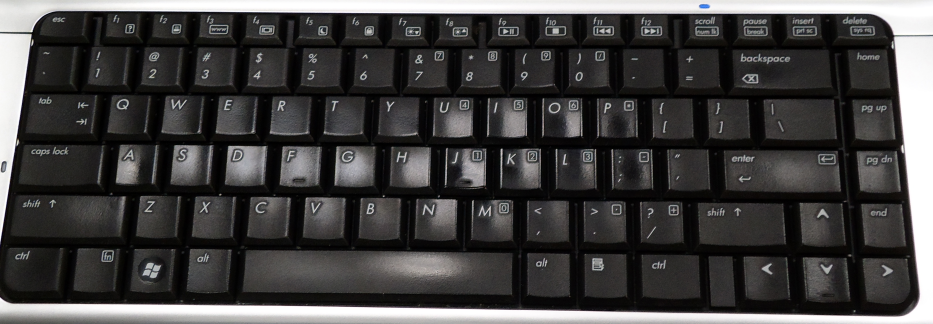
Demonstration of wear pattern when using Dvorak layout on a QWERTY keyboard. There is heavy wear along the home row.

تم تصميم تخطيط دفوراك ليحل محل تخطيط لوحة مفاتيح كويرتي (تخطيط لوحة المفاتيح القياسي حاليا، وقد سُميت بهذا الاسم المكون من أول ست مفاتيح في الصف العلوي من هذه اللوحات QWERTY) حيث تترتب فيها المفاتيح على نحو تجنب الازدحام الميكانيكي في الجيل الأول من الكاتبين الناجحين على الصعيد الاقتصادي. إذ كانت تعاني لوحة مفاتيح كويرتي الأصلية من العديد من المشاكل التي حددها دفوراك بنفسه كما يلي:
- العديد من تركيبات الحروف المشتركة تتطلب حركات حرجة للأصبع.
- العديد من تركيبات الحروف المشتركة يتم كتباتها بنفس الأصبع.
- العديد من تركيبات الحروف المشتركة تتطلب أن يقفز أصبع فوق صف الارتكاز home row.
- العديد من تركيبات الحروف المشتركة يتم كتابتها بيد واحدة بينما تبقى اليد الأخرى خاملة..
- معظم الكتابة تتم باليد اليسرى والتي تمثل اليد الأضعف بالنسبة لمعظم الناس.
- العديد من الدجرافات [زوج من الرموز النصية التي تعبر عن صوت كلامي مميز] وتركيبات الحروف المشتركة يتم طباعتها بواسطة الأصابع المجاورة وذلك يبدو أبطأ في الحركة من استخدام أصابع الأخرى.
- حوالي 30% من الكتابة تتم على الصف السفلي، وهو أبطأ صف والأصعب من حيث الوصول.[8]
- حوالي 52% من الضربات على لوحة المفاتيح تتم في الصف العلوي، والذي يتطلب تحريك الأصابع بعيدا عن صف الارتكاز معظم الوقت.[9]

قام دفوراك بدراسة ترددات الحروف ووظائف أيدي الناس وصمم تخطيطا للتغلب على المشاكل التي حددها في تخطيط كويرتي. ويلتزم التخطيط الذي صممه بالمبادئ التالية:
- يجب طباعة الحروف من خلال التبديل بين اليدين (الأمر الذي يجعل عملية الكتابة أكثر إيقاعية ويزيد السرعة ويقلل من الأخطاء ويقلل من التعب).
- لتحقيق أقصى درجة من حيث السرعة والدقة، يجب أن تكون أكثر الحروف شهرة هي الأسهل في الكتابة، وهذا يعني أنها يجب أن تكون موجودة على صف الارتكاز، حيث ترتكز الأصابع، وتحت أقوى الأصابع (وهكذا فإن 70% من ضربات لوحة المفاتيح تتم على صف الارتكاز في لوحة مفاتيح دفوراك المبسطة).
- الحروف الأقل شهرة يجب أن تتم على الصف السفلي، وهو الصف الأصعب من حيث الوصول إليه.
- يجب أن تستخدم الأيدي اليمنى كثير في الكتابة لأن معظم الناس يمينيين (اليد اليمنى عندهم أقوى).
- لا يجب كتابة الدجرافات [زوج من الرموز النصية التي تعبر عن صوت كلامي مميز] بالأصابع المجاورة.
- الضرب على المفاتيح يجب أن يتحرك بصفة عامة من حواف اللوحة إلى وسطها، والملاحظ من هذا المبدأ هو أن معظم الناس عندما يضعون طرف أصابعهم على المنضدة فإن التحرك من الأصبع الصغير إلى الفهرس أسهل بالنسبة لهم من العكس. والحركة على لوحة المفاتيح تُسمى تدفق الضربات داخل اللوحة.[10]

يهدف تصميم دفوراك إلى كتابة اللغة الإنجليزية، ففي دول أوربية أخرى يختلف تكرار الحروف وتسلسلها وتركيباتها عن اللغة الإنجليزية. وأيضاً هناك الكثير من اللغات التي لا تظر حروفها في اللغة الإنجليزية. وبالنسبة لاستخدام غير الإنجليزية تقلل هذه الاختلافات من المميزات المفترضة للوحة مفاتيح ديفوراك الأصلية. لكن مبادئ دفوراك تم تطبيقها على تصميم لوح مفاتيح لهذه اللغات الأخرى.
تم الانتهاء من التخطيط في 1932 وحصل على براءة اختراع أمريكية رقم 2,020,248 في 1936، وقام المعهد الأمريكي للمعايير الوطنية (ANSI) بتصميم لوحة مفاتيح دفوراك كلوحة مفاتيح معيارية بديلة في 1982؛ والمعيار هو X3.207: 1991 (وكان في السابق X4.22-1983)، «ترتيب بديل للوحة المفاتيح لآلات الترقيم باستخدام الأحرف الأبجدية». وكان تخطيط دفوراك الأصلي الذي صممه المعهد الأمريكي للمعايير الوطنية متوفرا كخيار يزوده المصنع على الآلة الكاتبة الأصلية آي بي ام.[صف بدقة]
وقد تحدى بعض الباحثين الرؤية التي تقول بأن تخطيط دفوراك تتفوق من الناحية الهندسية على تخطيط كويرتي وأن كويرتي نشأت خلال عملية منافسة قاسية وقوبل نهائي في عالم التجارة. لكن نتائج هؤلاء الباحثين أنفسهم واجهت تحديا، فعلى سبيل المثال على الرغم من أن كويرتي نتجت من عملية منافسة في وقت قليل كان هناك آلات كتابة أخرى بها لوح مفاتيح، لذلك فإن تخطيط لوحة مفاتيح كويرتي نفسه خضع لقليل من المنافسة، إن وجدت منافسة أصلا.
في 1984 بلغ عدد مستخدمي تخطيط دفوراك 100,000 مستخدم

## مقارنة بين تخطيط دفوراك وتخطيط كويرتي

### ضربات مفاتيح لوحة المفاتيح
الكتابة على لوحة المفاتيح باستخدام طريقة اللمس تتطلب كاتب متخصص «طباع» ليركز أصابعه على صف الارتكاز (الصف الذي يبدأ بالحروف “ASDF” في تخطيط كويرتي)، وهكذا يكون الضربات الأكثر على صف الارتكاز، والحركة الأقل للأصابع ولاحقها يستطيع الكاتب «الطابع» الكتابة بصورة أسرع وأكثر دقة وبأقل جهد بالنسبة لأصابع لليد. وقد أثبتت دراسات عن صورة الحركة أن الكتابة لا تتم بصورة أسرع على صف الارتكاز فحسب بل أيضاً أنها تتم بصورة أبطأ على الصف السفلي. وهكذا إذا كان لابد للأصابع أن تتحرك فمن الأسهل تحريكها إلى أعلى إلى الصف العلوي (الصف الذي يبدأ بالحروف “QWERTY” في تخطيط كويرتي) بدلا من الترك إلى أسفل إلى الصف السفلي (الذي يبدأ بالحروف “ZXCV” في تخطيط كويرتي).
| Row    | QWERTY | Dvorak |
| ------ | ------ | ------ |
| Top    | 52%    | 22%    |
| Home   | 32%    | 70%    |
| Bottom | 16%    | 8%     |

نلاحظ أن الأغلبية العظمى من ضربات مفاتيح تخطيط دفوراك (70%) تتم في صف الأرتكاز (الصف الأسهل من حيث الوصول إليه حيث مكان راحة الأصابع)؛ وعلى الجانب الآخر يتطلب تخطيط كويرتي أن يحرك الكاتبين (الطابعين) أصابعهم إلى الصف العلوي لأداء معظم الضربات ولا يتم على صف الارتكاز إلا 32 % من الضربات.
ونظراً لأن تخطيط دفوراك يركز أغلبية ضربات المفاتيح على صف الإرتكاز فإنه يستخدم حوالي 63% من حركة الأصابع التي يتطلبها كويرتي للقيام بالعملية، الأمر الذي يجعل تخطيط دفوراك مريح أكثر. ونظرا لأن تخطيط دفوراك يتطلب من الكاتب [الطابع] حركة أقل لأصبعه بالمقارنة بكويرتي فإن الكثير من المستخدمين الذي يصابون بإصابات متكررة ذكروا أن التحول من كويرتي إلى دفوراك يخفف أو ربما حتى يمنع حدوث إصابات متكررة.
وأعباء الكتابة بين الأيدي تختلف بالنسبة لتصميمات لوحة المفاتيح، ففي لوح مفاتيح كويرتي نجد أن 56% من ضربات الكتابة تتم باليد اليسرى، ونظراً لأن اليد اليسرى هي الأضعف عند أغلبية الناس فإن لوحة مفاتيح دفوراك تضع المفاتيح الأكثر استخداماً على جانب اليد اليمنى حيث يوجد 56% من ضربات الكتابة تتم بواسطة اليد اليمنى.

### ضربات صعبة
الضربات الصعبة غير مرغوب فيها لأنها تبطأ من سرعة الكتابة وتزيد من الأخطاء وتزيد من إصابة الأصابع. فالوثب على سبيل المثال يعتبر أحد هذه الضربات الصعبة التي تتطلب القفز مباشرة من أحد الصفوف مثل صف الارتكاز إلى صف آخر (مثل كتابة كلمة “minimum” على لوحة مفاتيح كويرتي).). ويوجد في اللغة الإنجليزية حوالي 1,200 كلمة تتطلب وثبات على لوحة مفاتيح كويرتي. لكن على العكس من ذلك يوجد عدد قليل جدا من الكلمات التي تتطلب وثبا على لوحة مفاتيح دفوراك وعدد أقل بكثير يتطلب وثب مضاعف.

### تناوب الأيدي
تناوب الأيدي بين أثناء عملية الكتابة من المميزات المرغوب فيها لأنه أثناء قيام اليد بكتابة حرف يمكن لليد الأخرى الاستعداد وأخذ مكانها لكتابة الحرف التالي. وهكذا يستطيع الكاتب تنفيذ إيقاع ثابت والكتابة بصورة أسرع. لكن عندما يتم كتابة تسلسل من الحروف بواسطة نفس اليد تزيد فرص التأتأة أو التمتمة وينكسر الإيقاع وهكذا تنخفض السرعة ويزيد التعب والأخطاء. ويوجد في تخطيط كويرتي ما يزيد عن 3,000 كلمة يتم كتابتها باليد اليسرى وحدها وحوالي 300 كلمة يتم كتابتها بواسطة اليد اليمنى وحدى (فكلمة “minimum” سالفة الذكر هي كلمة تكتب باليد اليمنى فقط). لكن على العكس من ذلك يوجد عدد قليل جدا من الكلمات بالنسبة لتصميم دفوراك يتم كتابتها باستخدام اليد اليسرى ويوجد عدد أقل من ذلك يتم كتابته باليد اليمنى. وهذا لأن مقطع الكلمة يوجد به على الأقل حرف متحرك وكل الحروف المتحركة (وحرف y) موجودة على الجانب الأيسر.

### لوحة مفاتيح معيارية
تتمتع لوحة مفاتيح كويرتي بمميزات ليست موجودة في تخطيط لوحة مفاتيح دفوراك نظرا لاعتبارها لوحة مفاتيح معيارية فعلية ومن هذه المميزات ما يلي:
- أن اختصارات لوحة المفاتيح في معظم نظم التشغيل بما في ذلك نظام التشغيل ويندوز مصممة لمستخدمي كويرتي ويصعب على مستخدمي دفوراك استخدامها مثل اختصار Ctrl-C (لنسخ) و Ctrl-V (للصق).
- بعض أجهزة الحاسوب العامة (مثل تلك الموجودة في المكتبات) لن تسمح لمستخدمين بتغير لوحة المفاتيح واستخدام تخطيط لوحة مفاتيح دفوراك.
- بعض الاختبارات المعيارية لن تسمح للمختبَرين باستخدام تخطيط دفوارك (مثل اختبار تسجيل الدراسات العليا)
- من المستحيل تقريبا لعب الألعاب باستخدام تخطيط لوحة المفاتيح الافتراضية، خصوصا تلك الألعاب التي تستخدم مفاتيح W و A و S و D كمفاتيح تحكم في اللعبة.

## التاريخ
لفهم تاريخ تخطيط دفوراك المُبسط علينا أن نفهم أولا تاريخ كويرتي، وهكذا فإن هذا الجزء سيستكشف أولا تاريخ تاريخ كويرتي ثم التطرف إلى تاريخ تخطيط دفوراك المُبسط.

### تاريخ كويرتي

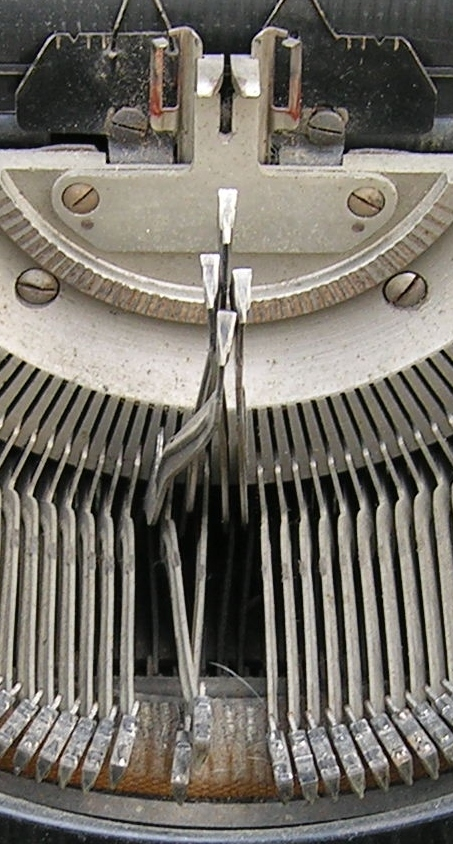
في الآلات الكاتبة النموذجية كان لحواجز النوع المجاورة قدر كبير من التداخل في مساراتها، الأمر الذي يجعل اختناقات مشتركة عند الضغط على المفاتيح بسرعة وبصورة متتابعة، وتجنب ذلك كان الأساس الذي قام عليه تخطيط كويرتي.

بدأ تاريخ تخطيط لوحة المفاتيح مع اختراع الآلات الكاتبة. إذ اكتشف كروستوفر شولز أول آلة كاتبة قادرة على الإنتاج الغزير (وقبل شولز حصل 51 مخترع على براءة اختراع على اختراعهم لمختلف الآلات الكاتبة لكن لم يكن من بينهم الآلة الكاتبة المناسبة للإنتاج الغزير). وقد بدأ شولز بناء آلته الكاتبة في 1867 فبدأ لتصميم له ترتيب أبجدي. لكن آلة شولز الكاتبة تكدست عندما ضغط كاتب على مفتاحين تجاورين بصورة متتابعة وسريعة الأمر الذي تسبب في أن حاجز الحرف الأول كدس حاجز الحرف الثاني قبله أن يعود إلى مكانه. بالإضافة إلى أن حواجز الحروف لزمت الجانب الخلفي من الورقة الأمر الذي جعل التكدس غير ملحوظ حتى أن قام الكاتب بسحب الورقة.
وهكذا ركز شولز جهوده على وفق عمليات تكدس الحروف وإعادة ترتيب المفاتيح من أجل هذه الغاية. فأعد شولز دراسة لتحديد الحروف الأكثر اشتراكا وتركيبات الحروف المستخدمة في اللغة الإنجليزية، ثم استخدم شولز نتائج هذه الدراسة لنثر الحروف المشتركة والتركيبات عبر لوحة المفاتيح. ولقد أدى هذا إلى زيادة وقت الانتقال بين الحروف وساعد في تخفيف التكدس الذي يحدث عن الضغط على مفتاحين متجاورين بالتتابع بسرعة. ولقد أدى هذا إلى زيادة وقت الانتقال بين الحروف وساعد في تخفيف التكدس الذي يحدث عن الضغط على مفتاحين متجاورين بالتتابع بسرعة. وقد ادعى البعض أنه فعل ذلك عن عمد لتقليل سرعة الكاتب،; لكن هذا الإدعاء كان محل خلاف.
عندما قام شولز ببيع تصميم آلته الكاتبة إلى شركة ريمينجتون قام مهندسي الشركة بإضافة بعض التغييرات على التصميم من خلال نقل الحرف “R” إلى الصف العلوي حتى يتمكن بائعي الآلة الكاتبة التابعين لهم من كتابة كلمة “typewriter” بسرعة لعملائهم المحتملين من خلال وضع كافة الحروف اللازمة للكلمة في الصف العلوي".
نافس تصميم كويرتي على الهيمنة بين مختلف صيغ المنافسة لسنوات وفي النهاية أصبح التصميم المعياري حيث أصبحت شركة ريمينجتون ومنافستها الرئيسية، شركة أندروود، قادة في مبيعات الآلة الكاتبة باستخدام صيغة كويرتي.

### تاريخ تخطيط دفوراك
أغسطس دفوراك متخصص في علم النفس التربوي وأستاذ التربية بجامعة واشنطن في سياتل، واشنطن. واهتم بتصميم لوحة المفاتيح أثناء عمله كمستشار لجيرترود فورد التي كانت تكتب رسالة الماجستير حول أخطاء الكتابة. إذ أصبحت الكتابة بطريقة اللمس واسعة الاستخدام حينها، ولذلك عندما درس دفوراك تخطيط كويرتي خلص إلى أن تخطيط كويرتي بحاجة إلى استبدال. وانضم لدفوراك صهره ويليام ديلي وهو مدرس التربية في كلية المعلمين بولاية تكساس الشمالية، دينتون، تكساس.
كان هدف دفوراك وديلي هو تصميم لوحة مفاتيح بشكل علمي تقلل من أخطاء الكتابة وتزيد سرعتها وتقلل من تعب الكاتب، فاشتركا في بحث مكثف أثناء تصميمهم لتخطيط لوحة المفاتيح الخاصة بهم. وفي 1914 و 1915 حضر ديلي ندوات حول علم الحركة واستعرض لاحقا أفلام بطيئة الحركة لكاتبي (طابعين) مع دفوراك. وقام دفوراك وديلي بدراسة متأنية للغة الإنجليزية حيث بحثوا معظم الحروب وتركيباتها. كما قاموا أيضاً بدراسة فسيولوجيا اليد أو وظائف اليد، وجاءت النتيجة في 1932 وهو لوحة مفاتيح دفوراك المُبسطة.
في 1933 بدأ دفوراك إدخال كاتبين (طابعين) مدربين على لوحة مفاتيحه في مسابقة المدارس التجارية الدولية، وهي كانت مسابقات كتابة (طباعة) برعاية مُصنعي الآلة الكاتبة وتتكون من مسابقات للمحترفين والهواة. وتضم مسابقات المحترفين كاتبين ترعاهم شركات الآلة الكاتبة بهدف الدعاية للآلات التي يبيعونها. ففاز كاتبي دفوراك بالمرتبة الأولى بين زملائهم عشرة مرات خلال الفترة من 1934 حتى 1941؛ وفي مسابقة 1935 وحدها فاز تسعة من كاتبي دفوراك بعشرين جائزة. فكان كاتبي دفوراك ناجحين جدا لدرجة أن لجنة المسابقة في 1937 حظرت كاتبي دفوراك لكونها «منافسة غير عادلة» حتى احتج دفوراك. بالإضافة إلى أن كاتبي كويرتي لم يرغبوا في الاقتراب من كاتبي دفوراك لأن كاتبي كويرتي كانوا ينزعجون من الضوضاء الناتجة عن سرعة كتابة كاتبي دفوراك.
في فترة الثلاثينات أجرت مدرسة حي تاكوما، واشنطن، برنامج تجريبي في الكتابة (الطباعة) لتحديد ما إذا كانت ستعقد فصول لتخطيط دفوراك أم لا. واستخدمت التجربة 2,700 طالب لتعلم تخطيط دفوراك ووجد الحي أن طلاب تخطيط دفوراك تعلموا لوحة المفاتيح في ثلث الوقت الذي استغرقوه في تعلم كويرتي. لكن تم انتخاب مجلس إدارة جديد للمدرسة وقرر إغلاق فصول تخطيط دفوراك.
وكانت الكاتبة باربرا بلاكبرن هي الأسرع في كتابة اللغة الإنجليزية على مستوى العالم وفق كتاب موسوعة جينيس للأرقام القياسية العالمية. إذ استطاعت من خلال استخدام لوحة مفاتيح دفوراك المُبسطة كتابة 150 كلمة في الدقيقة لمدة خمسين دقيقة، و 170 كلمة في لدقيقة في فترات زمنية أقل؛ ثم سجلت أعلى سرعة بكتابة 212 كلمة في الدقيقة. وكانت بلأكبرن التي فشلت في فصول كتابة كويرتي قد واجهت لوحة مفاتيح دفوراك لأول مرة في 1938 وتعلمت بسرعة تحقيق سرعات عالية جدا، وفي بعض الأحيان قدمت مظاهر كتابة سرعية خلال وظيفتها السكرتارية. وتوفت بلأكبرن في 2008.

### تخطيط دفوراك الأصلي

تخطيط لوحة مفاتيح الآلة الكاتبة لدفوراك الذي ظهر علنا

وعلى مدى عقود تم تغيير أماكن مفاتيح الرموز حول لوحة المفاتيح مما أدى إلى تغييرات في تخطيط دفوراك، وفي 1982 نفذ المعهد الأمريكي للمعايير الوطنية (ANSI) معيارا لتخطيط دفوراك عُرف باسم ANSI X4.22 – 1983، وهذا المعير أعطى لتخطيط دفوراك اعترافا رسميا كبديل للوحة مفاتيح كويرتي.
التخطيط الذي اعتبره المعهد الأمريكي للمعايير الوطنية معياراً يختلف عن التخطيط الأصلي أو «الكلاسيكي» الذي اخترعه وأصدره دفوراك. وبالفعل يختلف التخطيط الذي أصدره دفوراك علنا بعض الشيء عن التخطيط الذي حصل دفوراك وديلي على برائه الاختراع عليه في 1932 – والاختلاف الأبرز هو مكان الحرف Z. ولوح مفاتيح هذه الأيام بها مفاتيح أكثر من المفاتيح التي كانت موجودة في الآلة الكاتبة الأصلية، وكما أن هنا اختلافات أخرى هامة منها:
- ترتيب مفاتيح الأرقام في تخطيط دفوراك الكلاسيكي: 7 5 3 1 9 0 2 4 6 8
- في تخطيط دفوراك الكلاسيكي كانت مفتاح علامة الاستفهام [؟] في موقع أقصى يسار الصف العلوي بينما كان مفتاح الشرطة المائلة [ / ] في موقع أقصى يمين الصف العلوي.
- الرموز التالية كانت تشترك في المفاتيح (الرمز الثاني يتم طباعته عند الضغط على مفتاح SHIFT):
  - النقطتان الرأسيتان [ : ] وعلامة الاستفهام [ ؟ ]
  - علام العطف (&) والشرطة المائرة [ / ].

تخطيطات لوحة المفاتيح الأمريكية الحديثة عادة ما تضع رمز النقطتان الرأسيتان [ : ] ورمز نقطة وفاصلة [ ؛ ] معا على مفتاح واحد، وكذلك علامة الاستفهام [؟] والشرطة المائلة [ / ] معا على مفتاح واحد. لذلك، لو تم إعادة ترتيب لوحة المفاتيح الحديثة حتى تتماشى حروف الرموز التي لا تعمل بمفتاح SHIFT مع تخطيط دفوراك الكلاسيكي ستكون النتجية تخطيط المعهد الأمريكي للمعايير الوطنية.

## نظم التشغيل الحديثة
تم إدخال لوحة مفاتيح دفوراك المُبسطة (دي اس كي) في كافة نظم التشغيل الأساسية (مثل ميكروسوفت ويندوز وماكنتوش، ولينكس وبي اس جي). وتغيير حاسوب يعمل باستخدام أحد نظم التشغيل الأساسية إلى تخطيط دفوراك يمكن إجراؤه خلال 30 ثانية.

### أجهزة الحاسوب الأولى
على الرغم من أن بعض برامج معالجة النصوص يمكنها محاكاة تخطيط لوح مفاتيح بديلة من خلال البرمجيات، إلا أن هذا تطبيق محدد، فإذا استخدم أكثر من برنامج بصورة مشتركة (مثل برنامج معالج نصوص أو برنامج الجداول) قد يضطر المستخدم إلى تحويل التخطيطات حسب التطبيق. وأحيانا ما يتم لصق ملصقات فوق مفاتيح هذه التخطيطات.
لكن أجهزة الحاسوب المتوافقة من إنتاج شركة آي بي ام تستخدم لوحة مفاتيح فعالة و«ذكية» حيث لوحة المفاتيح عبارة عن جهاز طرفي بالفعل (يتم تزويده بالطاقة من خلال منفذ لوحة المفاتيح). والضغط على أحد المفاتيح يؤدي إلى إنشاء «شفرة» مفتاح يتم إرسالها إلى الحاسوب. وهكذا كان التغيير إلى تخطيط بديل للوحة المفاتيح سهل التحقيق من خلال شراء لوحة مفاتيح بتخطيط جديد. ونظرا لأن شفرات المفاتيح تنشأ من لوحة المفاتيح نفسها فيمكن لكافة البرمجيات الاستجابة وفق لذلك. وفي منتصف وأواخر الثمانينات ظهرت صناعات منزلية صغيرة لاستبدال لوح مفاتيح أجهزة الحاسوب، وعلى الرغم من أن معظمها كان معني بموجدات الماكرو البرمجية و/ أو «إحساس» لوحة المفاتيح إلا أن العديد منها له تخطيطات بديلة مثل دفوراك.

### نظام التشغيل ويندوز
تفيد شركة ميكروسوفت أن إصدارات نظام التشغيل ويندوز بما فيها ويندوز 95 وويندوز ان تي 3.51 والأحدث منهما تدعم تخطيط دفوراك الأمريكي. ويوجد تحديثات مجانية لاستخدام التخطيط على إصدارات الويندوز الأولى متوفرة للتنزيل من على موقع ميكروسوفت.
الإصدارات الأولى مثل الدوس 6.2 وويندوز 3.1 تشمل ثلاثة تخطيطات للوح المفاتيح وهم: كويرتي ودفوراك ثنائي اليد ودفوراك لليد اليمنى ودفوراك لليد اليسرى.
وفي مايو 2004 نشرت وحسنت ميكروسوفت إصدار برنامجها لإنشاء تخطيط لوحة مفاتيح (إصدار 1.3  ام اس كي ال سي، والإصدار الحالي منه هو 1.4) يسمح لأي شخص أن يقوم بسهولة بإنشاء تخطيط لوحة المفاتيح الذي يرغب فيه، وهكذا يسمح بإنشاء وتركيب أي تخطيط لوحة مفاتيح دفوراك دولي مثل دفوراك تايب 2 (للألمانية) وسفوراك (للسويدية)... الخ.
ميزة أخرى من مميزات برنامج ميكروسوفت لإنشاء تخطيط لوحة مفاتيح هي أن حوالي ثلث الأدوات الخارجية لتركيب تخطيط لوحة مفاتيح دفوراك دولية هي أنه يسمح بإنشاء تخطيط لوحة مفاتيح تتحول بصورة تلقائية إلى اللوحة المعيارية (كويرتي) عند الضغط على مفتاح التحكم أو على مفتاح ويندوز.

### نظم التشغيل القائمة على يونيكس
الكثير من نظم التشغيل القائمة على نظام يونيكس بما في ذلك أوبن بي اس دي، وفري بي اس دي، ونيت بي اس دي، أوبن سولاريس وبلان 9 ومعظم توزيعات لينكس، يمكن أن يتم تهيئتها باستخدام تخطيط دفوراك الأمريكي وحفنة من المتغيرات. للكن كل النظم الحالية المشابهة لنظام لينكس بـ اكس. أورج وخريطة مفاتيح مناسبة مُثبتة (تقريبا جميع الأنظمة المخصصة لاستخدام ديسك توب) يمكنها استخدام أي لوحة مفاتيح عليها علامة كويرتي كلوحة مفاتيح دفوراك دون أي مشاكل أو تهيئة إضافية. وهذا يزيل عبء إنتاج خرائط مفاتيح إضافية لكل شكل مختلف تقدمه كويرتي. لكما يمكن أيضاً إجراء تغيير تخطيط وقت التشغيل.

### أجهزة حاسوب أبل
يوجد في شركة أبل مؤيدين لدفوراك منذ الأيام الأول للشركة (قبل الاكتتاب). إذ أن العديد من المهندسين ابتكروا أجهزة وبرمجيات لإعادة تشكيل لوحة المفاتيح التي كانت تستخدم داخل الشركة وحتى تُباع تجاريا.

#### أبل 2
شركة ابل 2 لديها ذاكرة قراءة فقط ROM للوحة المفاتيح تقوم بتحويل ضربات المفاتيح إلى حروف، وتحتوي هذه الذاكرة على تخطيط دفوراك وكويرتي لكن تخطيط كويرتي مُفعل في الوضع الافتراض. ويمكن إجراء تعديل من خلال سحب ذاكرة القراءة فقط ولوي أربعة دبابيس لأعلى ولحم مقاومة بين دبوسين آخرين ولحم اثنين آخرين بسلكين متصلين مع مفتاح دي آي بي تم تثبيته في ثقب موجود من قبل في خلف الجهاز ثم إعادة ذاكرة القراءة فقط في مقبسها بعد تعديلها. ويمكن عكس «الماجور» “Hack” دون إلحاق ضرر به. فمن خلال مفتاح الضغط الموجود على اللوحة الخلفية للجهاز يمكن للمستخدم التحويل من تخطيط إلى تخطيط آخر. وهذا التعديل غر رسمي تماما لكنه تجلى دون قصد في عرض كومدكس 1984 في لاس فيجاس بواسطة أحد موظفي شركة ابل كانت مهمته هي عرض شعار ابل الثاني Apple Logo II. إذ أصبح الموظف معتاد على تخطيط دفوراك وجلب مع الأجزاء اللازمة للعرض وقام بتركيبها في جهاز عرض ثم قام بعرض الشعار. وتعجب المشاهدون من أنه دائما ما يذهب خلف الجهاز قبل وبعد السماح لشخص آخر بالكتابة وسألوه عن ذلك، واستغرق وقتا طويلا في شرح لوحة مفاتيح دفوراك بقدر الوقت الذي استغرقه في شركة الشعار.[بحاجة لمصدر]
جلبت شركة أبل فائدة جديدة لتخطيط دفوراك من خلال أبل 2 سي الذي يحتوي على مفتاح ميكانيكي أعلى لوحة المفاتيح حيث يمكن للمستخدم من خلاله التحويل من وإلى تخطيط كويرتي وتخطيط دفوراك: وهذا هو الإصدار الرسمي لنموذج دفورك 2 إي. وقد ذُكر تخطيط دفوراك 2 سي في إعلانات 1984 التي أكدت على أن أسرع كاتب في العالم، باربرا بلأكبرن، سجلت رقم قياسي على إصدار أبل 2 سي باستخدام تخطيط دفوراك.
كما أن تخطيط دفوراك مختارا أيضا باستخدام لوحة تحكم مدمجة صغيرة على إصدار أبل 2 جي اس.

#### أبل 3
استخدمت أبل 3 ملف تخطيط لوحة مفاتيح تم تنزيله من قرص مرن: حزمة برمجيات النظام المعيارية بما فيها ملفات تخطيط دفوراك وكويرتي. وتغيير التخطيط هنا يتطلب إعادة تشغيل الجهاز.

#### أبل ليزا
التوثيق الفني المتوفر للمطورين الخارجيين لا يذكر تعيين شكل لوحة المفاتيح على الرغم من أنه يزعم توفره من خلال واجهات غير موثقة.[بحاجة لمصدر].

#### ماكنتوش

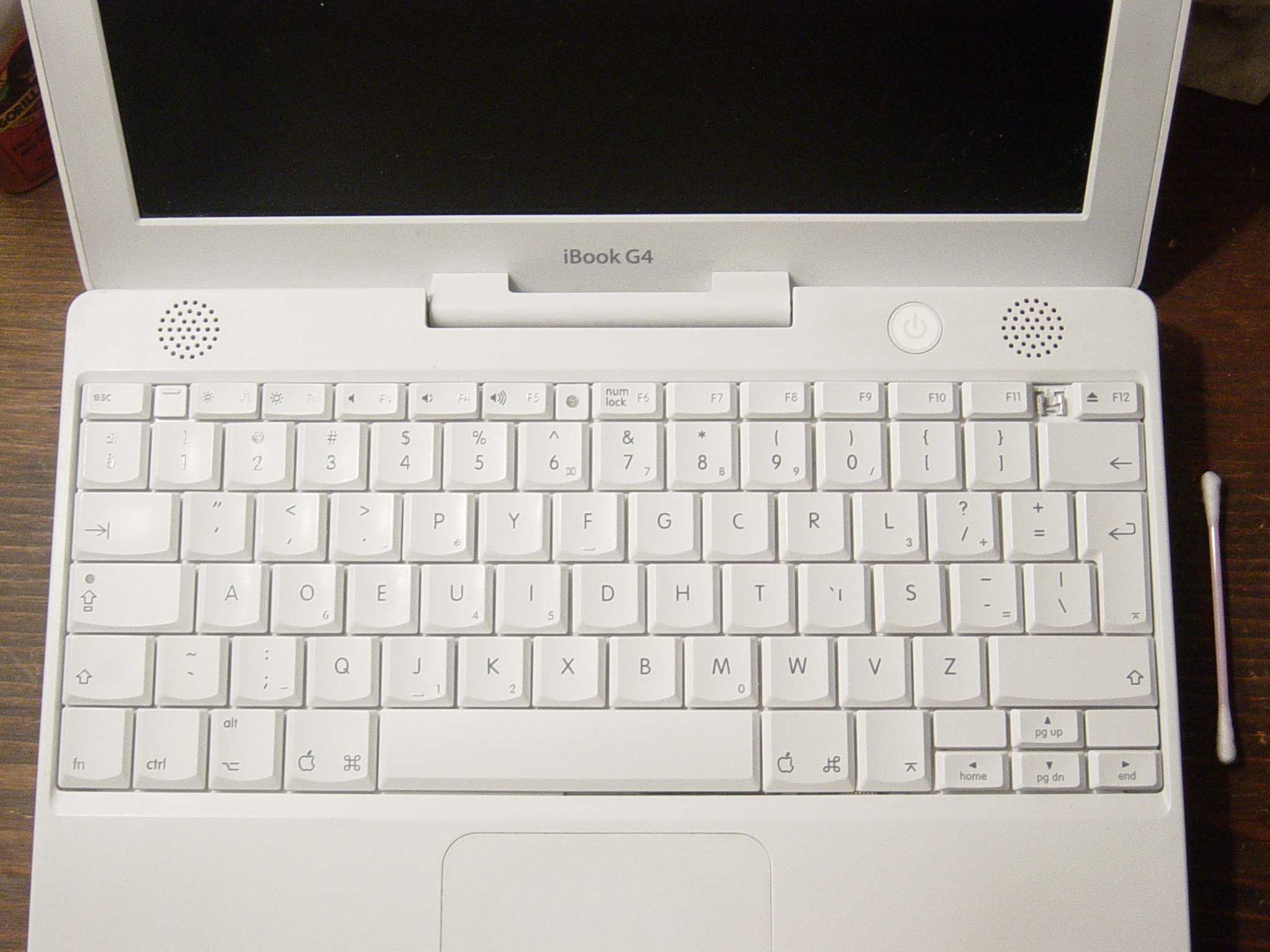
آي بوك بمفاتيح علامات ترقيم وألفا مرتبة يدويا على تخطيط دفوراك

في أول أيامها كانت شركة ماكنتوش تقوم بالتحويل إلى تخطيط دفوراك من خلال إجراء بعض التغييرات على ملف «النظام»: وهذه لم تكن عملية سهلة العكس وتتطلب إعادة تشغيل الجهاز. وكان هذا التغيير غير رسمي بالمرة لكنه مشابه للعديد من التعديلات الأخرى التي يقوم بها المستخدم وعمليات التخصيص التي يقوم بها مستخدمي ماكنتوش. إذ يمكن للمستخدمين من خلال استخدام «محرر المصادر» “resource editor”، ResEdit، إنشاء تخطيطات لوحة مفاتيح وايكونات وعناصر أخرى مفيدة. وبعد ذلك بسنوات قليلة عرض مطور خارجي برنامج نافع اسمه ماكيميلون MacKeymeleon الذي وضع قائمة على شريط القوائم تسمح بإجراء تحويل تلقائي لتخطيطات لوحة المفاتيح. وفي نهاية المطاف قام مهندسي ماكنتوش ببناء وظيفة هذه الأداة في برنامج النظام المعياري إلى جانب تخطيطات قليلة: كويرتي ودفوراك وفرنسي (ازيرتي) وتخطيطات أخرى بلغات أجنبية.

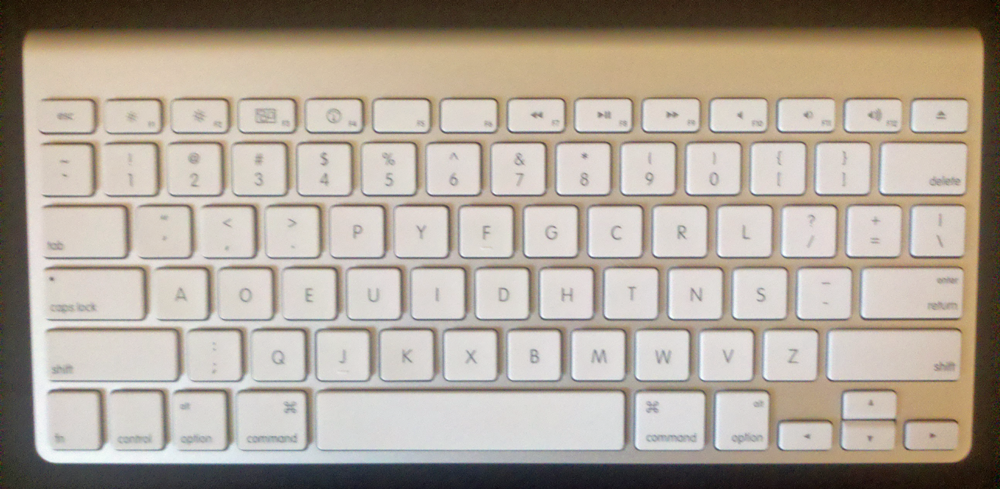
لوحة مفاتيح لا سلكية من شركة ابل 2010 بتخطيط دفوراك

منذ 1998 تقريبا أدخلت شركة أبل تخطيط دفوراك مع بدء العمل بنظام ماكنتوش 8.6، كما شملت شركة أبل أيضاً شكل مختلف لدفوراك أطلقت عليه «دفوراك- كويرتي». إذ بهذا التخطيط تتحول لوحة المفاتيح إلى كويرتي عند الضغط على مفتاح (أبل). ومن خلال الاحتفاظ باختصارات لوحة المفاتيح المعروفة مثل «إغلاق» أو «نسخ» على نفس المفاتيح كما هي في تخطيط كويرتي، هذا يسمح لبعض الأشخاص باستخدام ذاكرتهم العضية الجيدة ويجعل عملية الانتقال أسهل. وقد سمح نظام التشغيل ماكنتوش أو اس وبعده نام التشغيل أو اس اكس بتحول «تلقائي» بين التخطيطات: أيقونة في شريط الأدوات (الشكل الافتراضي لها هو علم وطني يتماشي مع اللغة الحالية واختصار "DV" أي اختصار لكلمة دفوراك، واختصار “DQ” أي اختصار دفوراك –كويرتي) ينبثق منها قائمة تتيح للمستخدم اختيار التخطيط المفضل له، وضربات المفاتيح التالية لذلك تعكس الاختيار المرجو والذي يمكن عكسه بنفس الطريقة.

### الهواتف النقالة وأجهزة المساعد الرقمي الشخصي بي دي أيه
الكثر من الهواتف النقالة اليوم تزود إما بلوح مفاتيح كويرتي كاملة أو بتنفيذات برمجيات لهم بلمس الشاشة، وأحيانا ما يتم تغيير تخطيط لوحة المفاتيح باستخدام وسيلة أداة خارجية لبرامج مجانية مثل (Anisoft Keyboard) لأندرويد أو (A.I.type Keyboard) لهواتف الويندوز أو (SwiftKey Keyboard) لنظام أو اس.
وخطوط ريم بلاك بيري لا تدعم إلا تخطيط كويرتي وأشكال المختلفة المحلية ازيرتي وكويرتز. أما آي أو اس لشركة أبل فيدعم لوح مفاتيح دفوراك خارجية.

## رفض اعتماد تخطيط دفوراك
على الرغم من أنن تخطيط دفوراك هو التخطيط الأخر الوحيد للوحة مفاتيح مسجلة لدى المعهد الأمريكي للمعايير الوطنية ومزود بجمع نظم التشغيل الأساسية إلا أن محاولات تحويلها عالميا إلى تخطيط دفوراك باءت بالفشل، وهذا الفشل في استبدال تخطيط دفوراك بتخطيط كويرتي أصبح موضوعا لبعضا الدراسات.
في 1956 خلصت دراسة إدارة الخدمات العامة لمؤلفها ايرل سترونج والتي شملت تجربة ضمت عشر كاتبين (طابعين) حكوميين من أصحاب الخبرة إلى أن تدريب دفوراك لن يستطيع سداد تكاليفه. وكانت هذه الدراسة بمثابة عائق كبير أمام اعتماد دفوراك لدى العديد من الشركات والهيئات الحكومية. وأحد الانتقادات التي وجهت للتجربة هي أنها لم تشمل أي طابعين مبتدئين، لكن ليبويتز لاحظ أنها تتوازي مع القرار الذي ينص على أن الشركة الحقيقية أو الهيئة الحكومية بحاجة إلى عمل ما يلي: هل من المجدي إعادة تدريب كاتبيها الحاليين؟ والنقد الثاني الذي وجه هذه الدراسة أشار إلى أن كاتبي دفوراك لم يحصلوا على الوقت الكافي ليصلوا إلى كفائتهم المحتملة والوعد الذي قدمه كاتبي دفوراك تجاهله الباحثون. كما أن موضوعية سترونج فيما يتعلق بلوحة مفاتيح دفوراك خضعت للمسائلة أيضاً. فقبل سبع سنوات من الشروع في كتابة الدراسة كتب سترونج: «قمت بتطوير قدر كبير من المواد حول كيفية إلزام هذا الإنتاج المتزايد من جانب الكاتبين (الطابعين) بلوحة المفاتيح المعيارية، وبالتالي فإني لا أفضل شراء لوح مفاتيح جديدة وتدريب الكاتبين على لوحة المفاتيح الجديدة... فأنا اشعر وبشدة أن لوحة المفاتيح الحالية لم تُستغل بشكل كامل وعلي أن استغلها إلى أقصى درجة في معارضة التغيير إلى لوح مفاتيح جديدة.» علاوة على أن هناك أدلة على وجود علاقة عمل متوترة بين سترونج ودفوراك. فعندما طلب الباحثون من سترونج بيانات عن دراسته وجد أنه سترونج دمر هذه البيانات.
لكن بالنظر إلى رفض اعتماد تخطيط دفوراك نجد أن مختلف قطاعات السوق تختلف في مدى وطبيعة ودوافع رفضهم. علاوة على أن تأثير هذه العوامل على مختلف قطاعات السوق تغيرت مع مرور الزمن وفيما يلي التغييرات في التقنية ووعي دفوراك كتخطيط لوحة مفاتيح بديل. ومن بين عوامل رفض اعتماد تخطيط دفوراك ما يلي:
1. عرض دفوراك تخطيطه خلال فترة الكساد الكبير، أي في وقت افتقد فيه رجال الأعمال والناس الموارد للاستثمار في تخطيط جديد.[40]
2. عند نشوب الحرب العالمية الثانية جاء تحويل مصانع تصنيع الآلات الكاتبة إلى مصانع أسلحة صغيرة، الأمر الذي أدى إلى تعليق إنتاج آلات كاتبة جديدة (فيما في ذلك تخطيط دفوراك).[41]
3. نشر تقرير ايرل سترونج سالف الذكر.[41]
4. الفشل في تحقيق وعي شعبي عام بوجود تخطيط دفوراك، وهذا تحسن شيء ما عقب نشر موسوعة جينيس للأرقام القياسية في 1985 إحراز باربرا بلأكبرن رقم قياسي بكتابة 212 كلمة في الدقيقة باستخدام لوحة مفاتيح دفوراك،[42] ومرة أخرى في منتصف التسعينات عندما بدأت نظم تشغيل الحاسوب في إدراج تخطيط دفوراك كخيار من خياراتها.
5. الفشل في التغلب على استثمار في الكفاءة مع تخطيط كويرتي الذي قام به عدد كبير من الكاتبين ومدربيهم قبل التوافر العام لتخطيط دفوراك. وقد أثبت هذا الاستثمار أقوى تأثيرا حتى التسعينات. وتدريب الكتابة في المدارس وكليات السكرتارية كانت تتم عادة باستخدام تخطيط كويرتي لأنه يتوافق مع توقعات الصناعة ولأنه التخطيط الذي يعرفه معظم المدرسين والمتدربين بالفعل.
6. خفض الكفاءة أثناء تعلم تخطيط دفوراك زاد من إعاقة اعتماده من قبل الكاتبين المختصين بالفعل في كويرتي والمنظمات التي توظفهم.
7. الفشل في إقناع كبار مُصنعي الآلة الكاتبة في إنتاج أرقام كبيرة من الآلات الكاتبة المزودة بتخطيطات دفوراك.
8. تحويل الآلات الكاتبة الآلية المعيارية إلى دفوراك (أوي أي بديل مثل التخطيط الدولي) غالبا ما كان غير عملي وباهظ التكلفة، وهكذا فإن التحويل إلى دفوراك عادة ما يتطلب آلة جديدة متخصصة. والاستثناء الأبرز هنا كان الآلة الكاتبة آي بي ام سيليكتريك التي استخدمت عنصر كتابة كروي واحد بدلا من مطارق حروف فردية؛ فكان من السهل التحويل من خلال استبدال عنصر كتابة تخطيط كويرتي بنظيره في تخطيط دفوراك. تمحل هذه المشكلة بشكل فعال بعد اختراع أجهزة الحاسوب الشخصية حيث يمكن تغيير برامج الحاسوب للحرب الناتج من الضعف على مفتاح معين. ولم يستفد من هذه القدرة كاتبين دفوراك فحسب بل كل من يكتب بلغات أخرى غير اللغة الإنجليزية. وفيما يتعلق بأجهزة الحاسوب الأولية كان ذلك يتطلب تغيير محتوى ذاكرة القراءة فقط [آر أو ام] التي تقوم بإنتاج الحرف لكن التصميمات اللاحقة جعلت ما يتغير هو جدول واحد فقط في الذاكرة أو ملف القرص الذي يخزن هذا الجدول. وبحول منتصف التسعينات كان تخطيط دفوراك خيارا معياريا في معظم نظم تشغيل الحاسوب.
9. عدم التوافق بين تخطيطي لوحة المفاتيح على الحاسوب حيث كلفت المفاتيح بوظائف إضافية داخل البرامج. وفي بعض الحالات ذات الصلة يتم تعيين بعض الوظائف الإضافية للمفاتيح التي المتقاربة من حيث وجودها على تخطيط كويرتي لكنها ليست كذلك في تخطيط دفوراك؛ على سبيل المثال محرر نصوص يونكس السادس يستخدم المففاتيح H و J و K و L للتحركي إلى اليسار وإلى الأسفل وإلى الأعلى وإلى اليمين على الترتيب؛ فبالنسبة لتخطيط كويرتي تقع كل هذه المفاتيح على صف الارتكاز تحت اليد اليمنى، لكن بالنسبة لتخطيط دفوراك ليسوا معاً تماما. وفي كثير من العاب الفيديو تستخدم الحروف W و A و S و D لحركات الأسهم (وعكس ترتيبهم على شكل حرف T على تخطيط كويرتي يعكس ترتيب مفاتيح المؤشر). أما في تخطيط دفوراك فهذا غير صحيح تماما على الرغم من أن معظم العاب الفيديو تسمح بتغيير أماكن المفاتيح والكثير يعرف بصورة تلقائية مواقع الحروف الطبيعية بغض النظر عن تغيير الأماكن. واختصارات لوحة المفاتيح المشهورة في الحاسوب مثل اختصارات عمليات تراجع وقص ولصق تتم باستخدام مفتاح التحكم أو Ctrl + Z و X و C و V على الترتيب؛ وهم موجودين بشكل مناسب على نفس الصف في تخطيط كويرتي لكن ليس في تخطيط دفوراك. وبينما تعوض بعض التطبيقات عن ذلك، تضيف هذه القضايا طبقة من التعقيد لاستخدام العديد من تطبيقات الحاسوب التي لا تفعل ذلك.
10. ثمّ ارتباك فيما يتعلق باي تخطيطات لوحة المفاتيح صممه أغسطس دفوراك هو تخطيط دفوراك «الحقيقي»، وقد ظهر هذا جزئيا بسبب وجود تخطيطات لاستخدامات اليد اليمنى فقط وتخطيطات لاستخدام اليد اليسرى فقط بالإضافة إلى التخطيط المعياري. وأيضاً بيما حدد دفوراك تخطيط معين للأعداد المسلسلة أعلى لوحة المفاتيح احتفظت معظم تنفيذات تخطيط دفوراك بالترتيب «1 و 2 و 3.... و 9 و0»؛ ومعظم الأشخاص الذين يريدون كتابة الأرقام بسرعة سيستخدمون مفاتيح الأرقام بدلا من الصف العلوي.

تؤكد الإشادة بقوة عوامل الرفض (خصوصا الاستثمار في تصنيع الآلة الكاتبة) على أن تخطيط دفوراك يحتاج إلى أن يتفوق بشكل كبير على تخطيط كويرتي من أجل أن يحل محله في الاستخدام الأوسع انتشارا في السابق. فإذا كان تخطيط دفوراك كفؤ على الأقل بقدر تخطيط كويرتي أو حتى أكثر كفاءة منه فإننا يمكن أن نتوقع رؤية زيادة معدل الاستخدام مع ضعف قوة عوامل الرفض (مثل قلة الوعي والأجهزة غير القابلة للبرمجة والتدريب الرسمي أحادي النمط). ولا يوجد أي مسح أو دراسات تنظر إلى معدل استخدام تخطيط دفوراك بمرور الوقت.
أحيانا يستخدم نقاش تخطيط دفوراك كتدريب من قبل مستشاري الإدارة لتوضيح صعوبات التغيير، وغالبا ما يستخدم تخطيط دفوراك كمثال معياري لآثار الشبكة لاسيما في الكتب النصية الاقتصادية والمثال المعياري الآخر هو التنافس بين بيتاماكس وفي اتش اس. وتستخدم هذه الأمثلة لتوضيح أن التقنيات الدنيا تنجح أحيانا ببساطة بمجرد أن تصبح مألوفة.

### البدائل
نظرا للاختلافات الجذري بين كويرتي ودفوراك يجد الكاتبين الحاليين أن التغيير سيستغرق وقتا طويلا وجهدا كبيرا. ونتيجة لذلك يحاول البعض تصميم تخطيطات بديلة تتبع المبادئ المحسنة في تخطيط لوحة مفاتيح دفوراك لكن تحتفظ بأماكن مفاتيح كويرتي ومن ثم يجعل الأمر أسهل بالنسبة للمستخدمين أن يقوموا بعملية تحويل. وبرامج مثل برنامج ميكروسوفت لإنشاء تخطيط لوحة المفاتيح وبرنامج محرر لوحة المفاتيح (KbdEdit)  تسمح بأن يتم ذلك بسهولة تامة. ومن بين الأشكال المشهورة تخطيط (Colemakkeyboard).

## إصدارات ليد واحدة

تخطيط دفوراك لليد اليسرى

تخطيط ديفوراك لليد اليمنى

خلال فترة الستينات قام دفوراك بتطبيق منهج مشابه لتقليل مسافة الحركة عندما صمم ترتيبات مختلفة تماما للكتابة بطريقة اللمس باليد اليمنى فقط أو اليد اليسرى فقط. وهذا يمكن أن يجعل الأمر سهل المنال بالنسبة للمستخدمين أحادي اليد الذي يجدون صعوبة في حركة اليد الجانبية عند استخدام لوح المفاتحي المصممة لليدين. مع ملاحظة أن تخطيطات دفوراك لليد اليسرى ولليد اليمنى لا تختلف عن بضعها البعض بصورة كبيرة فحسب بل أنها تختلف أيضاً عن تخطيط دفوراك لليدين تماما. وبعض المستخدمين الذين يجيدون استخدام اليدين كليهما يتمتعون بالقدرة على الكتابة بصورة متزامنة باستخدام يجد واحد بينما يتحكمون في الفأرة باليد الأخرى، أو في حالة ضباط الشرطة يوقمون بالتحكم في السيارة باليد اليسرى بينما يكتبون بطريقة اللمس باليد اليمنى على حاسوب محمول موجود على لوحة القيادة. وقد تم تصميم الترتيبات لكل يد لتقليل المسافة التي تتحركها الأصابع إلى أقل حد وكذلك تقليل المسافة الجانبية التي تتحركها اليد كلها. ولاحظ أن اليد ترتكز بالقرب من مركز لوحة المفاتيح من أجل الوصول إلى لوحة المفاتيح كلها وعدم الحاجة إلى تقسيم تخطيط لوحة مفاتيح مريحة.
لاحظ أن تخطيطات لوحة مفاتيح دفوراك لليد اليمنى ودفوراك لليد اليسرى هي صور طبق الأصل لبعضها البعض، باستثناء المفاتيح الأعرض من المفاتيح الطبيعة ومفتاح tilde–grave-accent. وبعض لوح مفاتيح دفوراك لليد اليسرى تحتوي على ")(" بالتطابق تماما مع مفهوم صورة طبق الأصل بينما تحتوي على "()" في النظام المألوف. والموضح في اليمين هو استبدلا ")(" الأصلي لتخطيط دفوراك للأقواس، وهذا هو التخطيط الأكثر توزيعا مثل التخطيط الذي تزوده ميكروسوفت مع نظام التشغيل الويندوز

## اللغات الأخرى

تخطيط لوحة مفاتيح سفوراك

على الرغم من تنفيذ لوحة مفاتيح دفوراك المبسطة (دي اس كي) بلغات عديدة غير اللغة الإنجليزية ما زال هناك قضايا كامنة. فكل تنفيذ لدفوراك بلغات أخرى تترك الحروف الرومانية في نفس أماكنها الموجودة على لوحة مفاتيح دفوراك المبسطة لكن علم الإملاء أو تهجئة اللغة (الغربية) الأخرى يمكن أن يكون له حاجات لتحسين الكتابة إلى أبعد قدر ممكن (والعديد من هذه اللغات يختلف تماما عن اللغة الإنجليزية). ونظرا لأن لوحة مفاتيح دفوراك المحسنة محسنة إلى ابعد قدر ممكن بالنسبة للتوزيع الإحصائي لحروف النص الإنجليزي فإن لوح مفاتيح لغات أخرى من المرجح أن يكون لها توزيعات مختلفة لتعاقب الحروف من الناحية الإحصائي. ومن ثم فإن لوح المفاتيح غير المشتقة من كويرتي بالنسبة لهذه اللغات ستحتاج تخطيط لوحة مفاتيح يختلف تماما في مظهره عن تخطيط دفوراك للغة للإنجليزية.
وتنفيذ لوحة المفاتيح بالنسبة للغة السويدية يعرف باسم سفوراك، ويضع هذا التخطيط ثلاثة حروف سويدية متحركة إضافية (å, ä and ö) على المفاتيح الثلاثة الموجودة في أقصى يسار الصف العلوي، والتي تقابل رموز علامات الترقيم في تخطيط دفوراك للغة الإنجليزية. ومن ثم توفق رموز الترقيم هذه مع المفاتيح الأخرى ويستخدم مفتاح Alt-Gr للوصل إلى بعض منها.
وهناك إصدار سويدي آخر وهو سفدفوراك لصالحبه جونار بارمنت، ويحتفظ هذا التخطيط برموز علامات الترقيم في مكانها كما هي موجودة في إصدار اللغة الإنجليزية، لكن الحرف المتحرك الإضافي الأول (å) يقع في أقصى يسار الصف العلوي بينما يقع الحرفين الآخرين (ä and ö) في أقصى يسار الصف السفلي.
والشكل السويدي الآخر والذي يتشابه تماما مع تخطيط لوحة مفاتيح دفوراك الأمريكية هو شكل اس في_ دفوراك لصاحبه توماس لوندكفيست حيث يضع الحروف المتحركة å وä وö في مكانهم على تخطيط بارمنت لكن يحتفظ بالوضع الأمريكي لمعظم الحروف الخاصة.
والتنفيذ النرويجي (المعروف باسم «نورسك دفوراك») يتشابه مع تخطيط بارمنت مع استبدال الحروف “æ” and “ø” بالحروف “ä” and “ö”.
ويتشابه التخطيط الدنماركي دانسدفوراك مع التخطيط النرويجي
وتخطيط لوحة المفاتيح الفنلندية داس يتبع العديد من مبادئ تصميم دفوراك لكن التخطيط عبارة عن تصميم أصلي يقوم على معظم الحروف وتركيبات الحروف المشهورة في اللغة الفنلندية. كما قام ماتي ايراس بتصميم تخطيط آخر للغة الفنلندية. كما يمكن كتابة اللغة الفنلندية بصورة جيدة باستخدام تصميم دفوراك للغة الإنجليزية مع إضافة الحروف ä وö. ويجمع تخطيط لوحة المفاتيح الفنلندية أركودفوراك بين كل من المفاتيح الفردية والاحتفاظ بالوضع الأمريكي لكل حرف آخر. وكما هو الحال في لوحة مفاتيح داس فإن لوحة مفاتيح سوراك مُصممة بنفس مبادئ لوحة مفاتيح دفوراك لكن مع الأخذ في الحسبان الحروف الشائعة في اللغة الفنلندية، لكنها تختلف عن داس في أنها تحتفظ بالحروف المتحركة في الجانب الأيسر ومعظم الحروف الساكنة في الجانب الأيمن.
كما أن تخطيط لوحة مفاتيح F التركية عبارة تصميم أصلي له نفس مبادئ تصميم دفوراك لكن من الغير الواضح ما إذا كان مشتق من دفورام أم لا. فلوحة المفاتيح التركية F تم اعتمادها كلوحة مفاتيح معيارية في 1955 وكانت التخطيط مطلبا لاستيراد كاتبين آلة كاتبة منذ 1963.
يوجد بعض تخطيطات لوح مفتيح دفوراك برازيلية غير معيارية تحت التطوير في الوقت الراهن، وأبسط تصميم (يُعرف أيضاً باسم بي ى ر دي كي BRDK) هو عبارة عن تخطيط دفوراك مع فقط إضافة بعض مفاتيح من تخطيط لوحة المفاتيح البرازيلية ABNT2. لكن تصميم آخر تم تصميمه خصيصا لكتابة اللغة البرتغالية البرازيلية عن طريق دراسة حسنت إحصائيات الكتابة مثل تكرار الحروف والرسوم البيانية الثلاثية والكلمات إلى أبعد قدر ممكن.
تخطيط دفوراك الأكثر شهرة هو تخطيط تايب 2 Type II الألماني، وهو متوفر بالنسبة لنظم التشغيل ويندوز ولينكس وماكنتوش أو اس اكس. وهناك أيضاً تخطيط نيو Neo  وتخطيط دو ارجو De ergo. والتخطيطان الأصليان كلاهما يتبع العديد من مبادئ تصميم دفوراك. كما أن الألمان يستخدمون تخطيط دفوراك المعياري مع كتابة الرمز ß بالضغط على shift+W (في تخطيط كويرتي) والنقاط التي تكتب على الحروف لتغيير الصوت يتم كتابتها عبر shift+E.

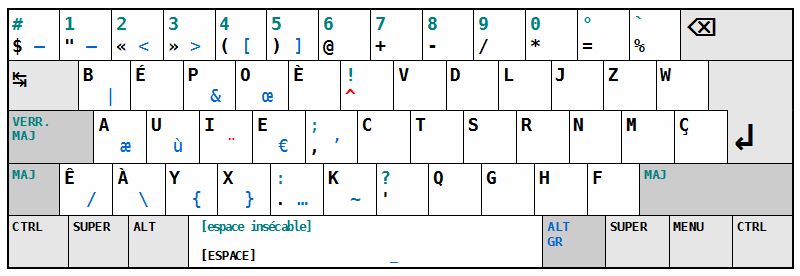
دفوراك مع تخطيط بيبو BÉPO الفرنسي

كما أن هناك تخطيطان فرنسي وأسباني وأيضاً إصدار اسبرانتو مقترح.
تم إصدار نسخ يونانية من تخطيط دفوراك في عيد الحب في 2007. ويختلف هذا التخطيط عن تخطيطات دفوراك اليونانية في أنه يحتفظ بروح دفورام حيث تقع كل مفاتيح الحروف المتحركة على الجانب الأيسر للوحة المفاتيح. وهذه النسخة تعمل حاليا مع نظام التشغيل ماكنتوش أو اس اكس.
وتخطيط ماك Mac الإيطالي تم تحسينه إلى أبعد قدر لهذه اللغة مع وجود كافة الحروف المتحركة على الجانب الأيسر، وقام بتطويره باولو ترامانوني. كما يتم تطوير الكثير من إصدارات الحاسوب الشخصي تتكون من تخطيطات أصلية مضاف إليها الحروف المتحركة.
صدر الإصدار الروماني من تخطيط دفوراك في أكتوبر 2008، وهو متوفر لدى نظم التشغيل ويندوز ولينكس.

### تخطيطات المملكة المتحدة (تخطيطات بريطانية)
تختلف لوحة المفاتيح البريطانية عن نظيرتها الأمريكية سواء أكانت دفوراك أم كويرتي على النحو التالي: تبادل الرمزين " و@، ومفتاح [\ |] في مكان إضافي (إلى يمين مفتاح الشيفت الأسفل إلى اليسار)، مع مفتاح return/enter أطول ويضع مفتاح هاش/تيلد [# ~] أسفله في زاوية اليسار (انظر الصورة).
الاختلاف الأبرز بين تخطيط دفوراك الأمريكي والبريطاني هو أن مفتاح [2 «] يبقى في الصف العلوي بينما مفتاح ['»] الأمريكي يتحرك، وهذا يعني أن مفتاح علامة الاستفهام [/ ?] يحتفظ بموقعة في تخطيط دفوراك الكلاسيكي أي في أعلى اليسار، وإن كان مع مفتاح الشيفت.
تبادل موقع المفاتيح [/ ?] و[' @]يتماشى تماما مع التخطيط الأمريكي واستخدام مفتاح “@” زاد في عصر تكنولوجيا المعلومات. وهذه الاختلافات بالإضافة إلى الاحتفاظ بالأعداد في نظام دفوراك المثالي تظهر في تخطيط دفوراك الكلاسيكي ودفوراك بالنسبة لاختلافات الأيدي اليمنى واليسرى.

### مبرمج دفوراك
تخطيط مبرمج دفوراك هو تخطيط لوحة مفاتيح أعده العالم الكندي رولاند كوفمان وتستهدف الناس الذي يكتبون شفرة مصدر بالنسبة للغات البرمجة السي وجافا باسكال وليسب وسي اس اس واكس ام ال. ويقوم التخطيط على لوحة مفاتيح دفوراك المبسطة، مع العديد من التحسينات التي تهدف إلى جعل عملية الكتبة أسهل بالنسبة للمبرمجين.
وهي متوفرة في نظم التشغيل التي تستخدم قاعدة بيانات لوحة المفاتيح X  مثل لينكس وفري بي اس دي، أو كالتي أضيفت إلى مايكروسوفت ويندوز ونظام تشغيل ماكنتوش من نوع X.
بينما توضح المفاتيح الهجائية في مكانها كما هو في تخطيط دفوراك الأصلي يتغير مكان مفاتيح أخرى، والاختلاف الأبرز هو أن الصف العلوي مخصص للأقواس والرموز الأخرى ويتم كتابة الأعداد باستخدام مفتاح الشفت مثل التخطيط الفرنسي. (ويمكن استخدام مفتاح كابس لوك عند كتابة أرقام طويلة.).
ويختلف هذا التخطيط عن معظم تخطيطات دفوراك لكنه يتبع التصميم الأصلي لأغسطس دفوراك من حيث أن الأعداد العشرة لا توضع بترتيبها التصاعدي بل بالأحرى بترتيب الأرقام الأكثر استخداما بالأصابع الأولى.
والمطلوب استبدال الرموز لاتباع نفس المبدأ كما في الحروف، ولكن استخدام لغة المصدر بدلا من الكلام العادي كالإحصاءات الأساسية.
وأيضاً تقوم على تخصيص الأصبع البديل المستخدم في بعض لوح المفاتيح الاقتصادية مثل لوحة مفاتيح ميكروسوفت الطبيعية حيث يهدف الصف العلوي للوصول إلى حركة منحنى يميني خفيف للأصابع فيما يتعلق بخط الارتكاز (كما هو موضح في الصورة) بدلا من إتباع «العمود» اليساري.

## مستخدمون بارزون
- بيرس أنطوني، مؤلف روايات زانث كثرا ما كتب في الثمانينات مذكرات المؤلف في كتب عن كيفية أن استخدامه لدفوراك منه من التحول إلى برنامج معالجة النصوص.[66] إذ كان هذا أكثر صعوبة بسبب أنه استخدم تخطيط دفوراك بديل (تبدل فيه أماكن مفاتيح الواصلة والفاصلة – مفتاح الفاصلة على لوحة مفاتيحه في مكان مفتاح الواصلة على لوحة المفاتيح الأمريكية المعيارية (والعكس بالعكس).
- باربرا بلاكبيرن صاحبة الرقم القياسي العالمي في سرعة الكتابة.[67]
- برام كوهين، مخترع بيت تورنت[68]
- تيري جودايند، مؤلف كتاب سيف الحقيقة[69]
- هولي ليسي، كاتب أمريكي[70]
- مات مولينوج، المطور الرئيسي لبرنامج وردبريس[71]
- ناثان ميرفولد، المدير الفني لشركة ميكروسوفت.[72]
- ستيف وزنياك، مؤسس مشارك لشركة أبل للحاسوب.[73]
- إليعازر يودكوسكي، باحث وكاتب في مجال الذكاء الاصطناعي: «تحولت إلى دفوراك بعد نوبة من آر اس أي لم تعد أبدا.»[74]